# Jaderný pór

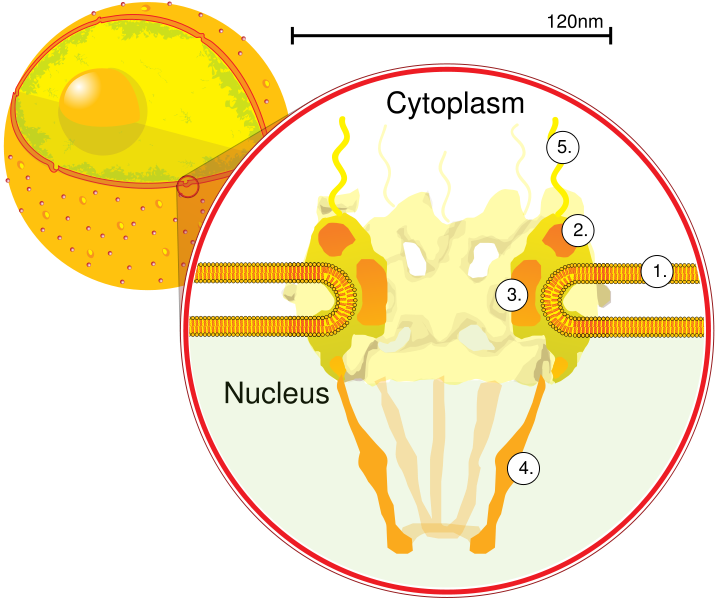
Jaderný pór je zabudovaný v jaderném obalu, překračuje obě jaderné membrány

Jaderný pór (NPC) je rozměrný molekulární komplex mnoha proteinů vyskytující se v jaderné membráně eukaryotických buněk. U obratlovců dosahuje velikosti kolem 125 megadaltonů (u kvasinek je přibližně poloviční) a má oktagonální tvar. Jaderný pór umožňuje selektivní transport látek přes membránu jádra.
Tento komplex je rozšířen zřejmě u většiny eukaryot a byl již nalezen nejen u člověka a kvasinek, ale i u vzdáleně příbuzných trypanozom.

## Stavba
Jednotlivé eukaryotické organismy se samozřejmě značně liší ve stavbě jaderných pórů. Co se týče obratlovců, jaderný pór má velikost přibližně 145 nanometrů v průměru a 80 nanometrů na délku (napříč membránou). Ve srovnání s ostatními strukturami je jaderný pór opravdu obrovský, lidský jaderný pór má 125 megadaltonů (MDa), zatímco třeba ribozom (další bílkovinný komplex) pouhé čtyři MDa. Některé zdroje sice udávají pro jaderný pór poněkud menší rozměry, nicméně i tak jsou neuvěřitelně velké. Každá lidská buňka má přitom ve svém jádře několik tisíc takových pórů (udává se průměrně asi 3000–4000, ale záleží na buněčném typu).
Na druhou stranu se skládají jaderné póry z „pouhých“ 30 (podle jiných zdrojů 50) různých druhů proteinů, tzv. nukleoporinů. Každý se nicméně několikrát opakuje, obvykle 16× nebo 32×. V jejich struktuře se často střídá fenylalanin s glycinem, tyto FG oblasti jsou vystaveny na vnitřním povrchu póru a zřejmě hrají důležitou roli v transportu látek. Celý finální válcovitý útvar je z průřezu symetrický a má osmiúhelníkový tvar. Na vnější straně membrány vybíhají filamenta, na vnitřní straně (v jádře) je košovitý útvar.

## Transport
V jaderném póru se odehrává prakticky veškerý membránový transport mezi cytosolem a jádrem. Tento transport je obousměrný a poměrně efektivní. Udává se, že za sekundu může přes nukleární pór projít až 1000 makromolekul. Kupříkladu když buňka replikuje svoji DNA (v S-fázi), musí skrz každý z 3000 pórů projít každou minutu 100 histonů.

### Pasivní transport
Malé molekuly do velikosti 5000 daltonů prochází zřejmě jaderným pórem zcela volně, na základě pasivního transportu. Se zvyšující se velikostí se tato možnost zhoršuje, pokud má protein 17 000 daltonů, tak na základě prosté difuze vyrovná koncentraci mezi cytosolem a jádrem až za dvě minuty, protein o velikosti 60 000 daltonů už neprochází téměř vůbec. Na základě těchto pozorování se zdá, že jaderný pór volně propouští přibližně takové proteiny, které by prošly kanálem o průsvitu 9 nanometrů.

### Transport pomocí receptorů

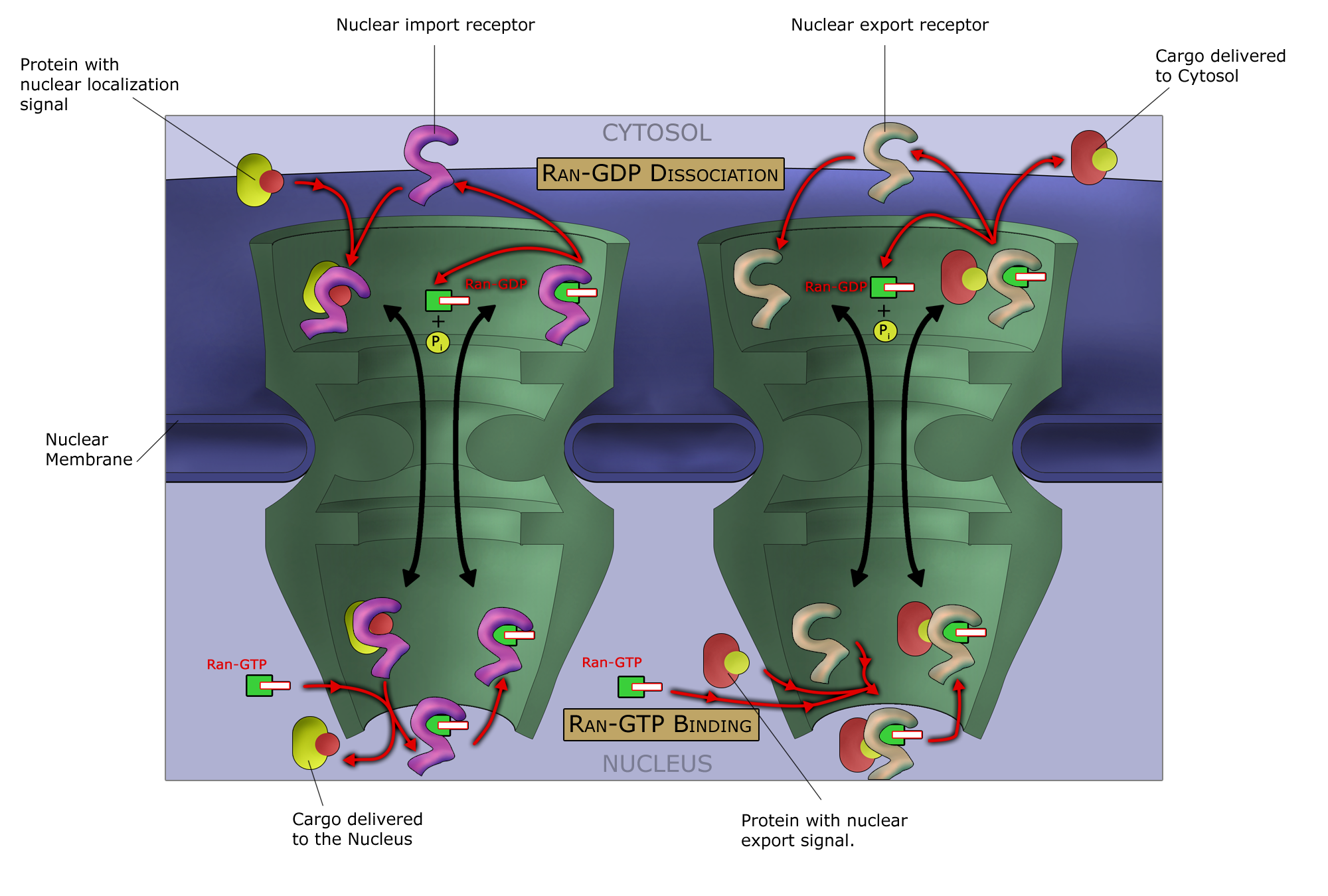
Typický mechanismus transportu látek přes jaderný pór, pomocí Ran-GTP

Nicméně buňka musí být schopna přes jadernou membránu dostat i proteiny, které jsou rozhodně větší než 60 kilodaltonů a pórem o velikosti 9 nm by samy o sobě neprošly. K těm patří třeba ribozomální podjednotky, případně také DNA polymerázy a RNA polymerázy. Všechny takové proteiny mají ve své primární sekvenci tzv. jaderný lokalizační signál (NLS), mnohdy bohatý na lysin a arginin. Tento signál (nejčastěji sekvence aminokyselin PKKKRKV nebo třeba KRPAATKKAGQAKKKK) umožňuje rozpoznání specifickými vektory, s nimiž následně kýžený protein projde jaderným pórem. Samozřejmě existuje také jaderný exportní signál (anglicky nuclear export sequence, NES) sloužící zase k vynášení proteinů z jádra ven.
Co se týče importu látek dovnitř jádra, Nejprve jsou NLS signály na proteinech rozeznány tzv. jadernými importními receptory (NIR, též zvány importiny). Každý NIR receptor se specializuje na určitou skupinu bílkovin, jež rozeznává. Následně se zřejmě jaderné importní receptory navážou na FG sekvence (z aminokyselin fenylalanin, glycin) na jaderném póru a podél nich postupují tak, že se střídavě vážou a disociují na své cestě přes pór. Po průniku do jádra se substrát uvolní z NIR receptoru a může vykonávat svou funkci v jádře. Export probíhá podobně, akorát v něm figurují již zmíněné jaderné exportní signály, jež se vážou na jaderné exportní receptory.
V řízení exportu i importu pomocí receptorů má zásadní roli Ran GTPáza, protein, který může vázat GTP nebo GDP. V cytosolu obvykle Ran váže GDP, v jádře spíše GTP. Tím vzniká gradient napříč membránou a je také možné vytvořit transport látek jedním žádaným směrem. Například při importu látek do jádra se naváže náklad na jaderný importní receptor a projde membránou, kde se na něj naváže Ran-GTP a způsobí disociaci nákladu. Naopak při exportu z jádra do cytosolu se musí náklad navázat na jaderný exportní receptor pouze v přítomnosti Ran-GDP.